# Paul Wegener
Paul Wegener (Arnoldsdorf, 11 dicembre 1874 – Berlino, 13 settembre 1948) è stato un attore, regista e sceneggiatore tedesco.
Fu uno dei maggiori attori del cinema espressionista tedesco. Era sposato con l'attrice ceca Lyda Salmonova, sua partner in numerosi film.

## Biografia
Nato ad Arnoldsdorf nella Prussia Occidentale (oggi Jarantowice, Polonia) da Anna Wolf ed Otto Wegener, appena nato mostrò già una grave cagionevolezza di salute che spinse i suoi familiari ad aspettare presto il suo decesso. All'età di tre anni perse la madre, restando con suo padre che si disinteressò del suo stato di salute e della sua educazione.
La sua famiglia era nobile e antica, nel teatro «si impose come attore di forte temperamento tragico, eccellendo nella caratterizzazione di personaggi infelici e "maledetti", dal Riccardo III di Shakespeare al Mefistofele di Goethe», nel cinema «fu tra i protagonisti del muto tedesco», come attore, sceneggiatore e regista.
Uno degli amici della sorella gli insegnò tuttavia a leggere e scrivere, dando così vita nel giovane Paul all'amore per la letteratura e soprattutto per il teatro e la recitazione. Dopo i primi due anni trascorsi in un istituto cattolico molto rigido, il giovane Paul venne mandato in una nuova scuola dove, insieme ad altri studenti, fondò un'associazione culturale dedita al teatro e pubblicò una rivista scolastica redatta personalmente a mano. Il suo primo contatto con il mondo della recitazione lo ebbe in una recita scolastica tenutasi a Königsberg.

### Il teatro come scelta di vita
All'età di vent'anni, dopo aver frequentato giurisprudenza all'Università di Lipsia, il giovane Paul scrisse una lettera a suo padre nella quale affermava:
Dopo solo pochi mesi Paul era già pronto ad entrare nel mondo del teatro con un ricco repertorio di almeno una trentina di personaggi, bagaglio con il quale si diresse a Berlino dove fece il suo debutto al Stadt Nürnberg. Le sue performance teatrali divennero sempre più numerose, soprattutto quando si esibiva in provincia, finché nel 1905 venne scritturato per il suo esordio cinematografico nella pellicola Die Byzantier di Victor Hahn. La prima della pellicola venne visionata da un emissario di Max Reinhardt per analizzare la performance recitativa di Wegener; su di lui l'emissario scrisse un elogio talmente convincente che Reinhardt fece debuttare l'attore in uno dei suoi spettacoli nell'ottobre del 1906. Nonostante gli enormi successi nei due anni successivi, alla scadenza del suo contratto, Wegener si trovò fuori dagli spettacoli di Reinhardt ma, per nulla demoralizzato, l'attore decise di tornare a recitare per il grande schermo.

### Lo studente di Praga

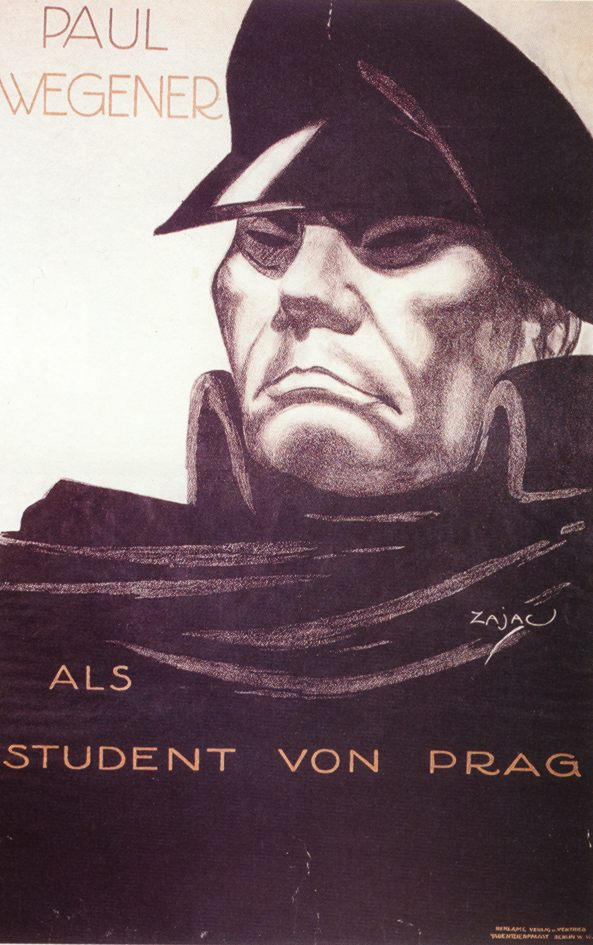
Wegener ritratto nella locandina del film Lo studente di Praga (1913)

Sin dai tempi dei suoi studi accademici Wegener si era cimentato nella sperimentazione degli effetti e dei trucchi fotografici, in particolare dall'effetto fantasma dato dalla doppia esposizione, il quale dava l'idea oggettiva del doppio o Doppelgänger, tanto celebrato dalla letteratura e dalla tradizione popolare tedesca. Affascinato dalla possibilità di utilizzare questo effetto nel cinema, ne discusse con Guido Seeber, uno dei più importanti tecnici della casa cinematografica tedesca Bioskop. Il risultato di queste discussioni furono le riprese di una delle pellicole più visionarie e innovative del cinema tedesco di quell'epoca, ovvero il film Lo studente di Praga del 1913. Girato in gran parte a Praga, all'interno del Castello di Lobkowitz, il film venne diretto in stretta collaborazione con il regista di origini danesi Stellan Rye.
La pellicola narra la storia dello studente Baldovino - interpretato da Wegener -, il quale, di umili condizioni, si innamora di una facoltosa Contessa, pur di avere la possibilità di amarla, lo studente accetta la proposta di un mefistofelico personaggio, il Dottor Scapinelli, che in cambio di 100.000 monete d'oro è disposto a comprare la sua immagine riflessa in uno specchio. Una volta diventato ricco, però, per Baldovino si apre un abisso di perdizione in quanto il suo doppio, inizia a perseguitarlo sino a rendere impossibile il suo amore per la contessa; deciso a porre fine a tutto ciò, Baldovino provocherà la propria morte quando, convinto di uccidere il suo doppio, spara alla ennesima apparizione della sua immagine, ma uccide se stesso.
La prima del film si tenne il 22 agosto 1913 al Nollendorfplatz di Berlino. La pellicola ebbe un grandissimo successo e Wegener venne acclamato da pubblico e critica come uno degli attori più innovativi e interessanti del cinema tedesco. Il film venne esportato anche oltreoceano con il titolo A Bargain with Satan (Patto con Satana) e riscosse anche lì grandi apprezzamenti.

### Il Golem

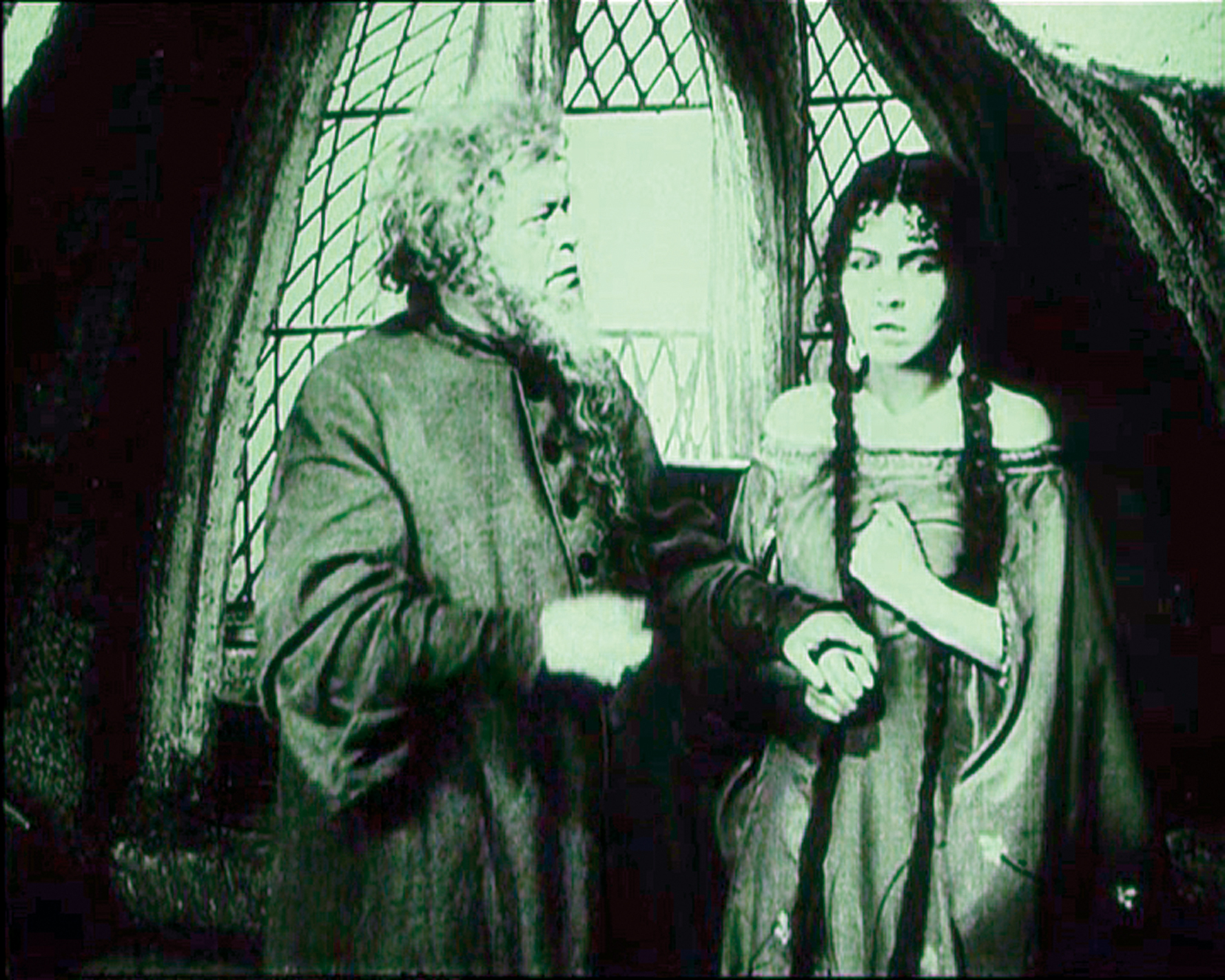
Scena dal film muto Der Golem (1915)

La collaborazione con Seeber portò alla realizzazione di un altro grande classico del cinema fantastico, Der Golem, del 1915, diretto in collaborazione con il regista Henrik Galeen. Wegener fu anche lo sceneggiatore e il produttore della pellicola, nonché attore nella celebre parte del mostro d'argilla, al fianco dell'attrice Lyda Salmonova.
Oltre che della suggestiva fotografia di Seeber, il film si avvalse anche dalla splendida scenografia di Rochus Gliese.
La storia, ispirata liberamente dall'omonimo romanzo di Gustav Meyrink,  narra la storia di un mostro d'argilla, creato magicamente da un rabbino durante il XVI secolo per proteggere gli abitanti del ghetto dalle persecuzioni volute dall'imperatore Rodolfo II. Ritrovato secoli dopo da un mercante d'arte tra le rovine di un'antica sinagoga, costui farà uso dell'amuleto magico che risveglia la creatura per farle proteggere sua figlia, della quale però il mostro si innamora perdutamente. Per difendere il suo amato dalla furia del Golem, la ragazza spezzerà l'amuleto ponendo fine all'incantesimo e riducendo il Golem in frantumi.
Anche in questo caso il film riscosse un grandissimo successo facendo salire Wegener agli apici della fama. La sua pellicola è perduta (tranne pochi frammenti). Sullo stesso tema Wegener diresse un cortometraggio nel 1917, Der Golem und die Tänzerin ("Il Golem e la danzatrice"), una commedia parodia del primo film, e in seguito Il Golem - Come venne al mondo (Der Golem, wie er in die Welt kam, 1920), rimasto il film più celebre nonché l'unica pellicola tra quelle dedicate alla figura del golem da Wegener a essersi salvata.

### Lo scoppio della guerra
Nell'ottobre del 1914, in compagnia della sua amica e compagna di recitazione Lyda Salmonova, Wegener si recò per una vacanza in canoa presso il Mar Nero. I due ebbero notizia dello scoppio della prima guerra mondiale solo al loro arrivo a Vienna, ma la cosa non li persuase ad interrompere il viaggio che proseguì fino in Ungheria, dove i due vennero arrestati perché sospettati di spionaggio. Al suo ritorno in Germania, nonostante la sua dichiarata contrarietà al conflitto, Wegener venne arruolato e spedito sul Fronte occidentale. La sua permanenza al fronte fu molto traumatica e gli procurò un grave esaurimento nervoso, a seguito del quale venne ricoverato in un ospedale militare, e, dopo una lunga convalescenza, assegnato a mansioni lontane dal fronte.
Nonostante nel 1916 venisse chiamato nuovamente da Reinhardt per un nuovo allestimento teatrale, Wegener, ormai conquistato dal cinema, diede il via alla produzione della sua nuova pellicola Der Yoghi, nella quale si trattano temi ormai a lui cari come quelli del doppio e si sperimenta a livello di effetti speciali quello dell'invisibilità del protagonista.

### Altri viaggi nel fantastico
Nel 1917 Wegener tornò nel ruolo del Golem, questa volta in una sorta di parodia del primo grande successo, nella pellicola Der Golem und die Tänzerin sempre al fianco della Salmonova. In questa pellicola, andata ormai perduta, il protagonista, dopo aver visto il film Der Golem cerca di spaventare una ballerina ed i suoi amici travestendosi da mitico mostro. Questo film può essere considerato tutto sommato il primo sequel nella storia del cinema. Nello stesso anno Wegener recitò in altre pellicole, sempre ispirate al mondo del folklore e del fantastico, come Rubenzahl's Hochzeit (1916), Der Rattenfaenger von Hamelin (1918) e Der Galeerenstrafling (1919).
Alla fine del 1919, in collaborazione per la regia con Carl Boese, Wegener gira uno dei suoi film più acclamati, Der Golem: Wie er in die Welt Kam, ovvero Il Golem - Come venne al mondo. Per la realizzazione del film, Wegener si servì della collaborazione di altri grandi nomi del mondo cinematografico tedesco, quali Henrik Galeen per la sceneggiatura, Karl Freund come cameraman e Guido Seeber per la fotografia e, in ultimo, Rochus Gliese per la realizzazione delle scenografie visionarie. Anche il cast era composto da nomi importanti: infatti, oltre alla ormai immancabile Salmonova, si annoverano nomi quali Ernst Deutsch e Albert Steinruck.
Il film, sempre liberamente ispirato al libro di Meyrink, è una sorta di prequel della prima pellicola, e narra infatti la storia della creazione del leggendario mostro d'argilla per mano dell'alchimista rabbino Benjamin Yehuda Loew, per fronteggiare le persecuzioni contro il popolo del ghetto di Praga. Lo scopo viene raggiunto dal rabbino ed i persecutori della sua gente subiranno la giusta vendetta, tuttavia il mostro sfugge dal controllo del suo creatore, per colpa del suo assistente, Famulus. Fortunatamente, per opera di una bambina che spezza il sigillo al collo del mostro che lo tiene in vita, l'incubo del Golem ha fine.
Anche questa volta il film fu un autentico successo non solo in Germania, ma in tutto il mondo. Negli Stati Uniti, dove uscì solo nel 1923, il film venne proiettato ininterrottamente per ben dieci mesi ed influenzò fortemente il regista James Whale nella creazione del suo Frankenstein del 1931.
Un aneddoto, narrato dallo stesso Wegener, vuole che quando l'attore si trovò a passeggiare per il ghetto ebraico di Amsterdam, la gente del luogo iniziò a sussurrare e a indicarlo con il dito, quando Wegener si avvicinò ad uno dei passanti per chiedere il motivo di quel comportamento l'uomo fuggì via atterrito. L'attore comprese tutto solo quando sentì con le proprie orecchie quello che sussurrava la gente intorno a lui: È il Golem, è il Golem!.
Negli anni che seguirono Wegener si concentrò esclusivamente sulla sua carriera di attore. Fu così che nel 1920 recitò nella pellicola di Ernst Lubitsch Sumurum ispirata ad un racconto delle Mille e una notte e nel film Theonis, la donna dei faraoni (Das Weib des Pharao) del 1922, uno dei kolossal girati da Lubitsch prima di partire per gli USA. Tra le pellicole girate in questo periodo sono da annoverare anche quelle girate al fianco dell'attrice più amata da Wegener, Asta Nielsen, con la quale apparve nel film Steuermann Holk del 1920 e Vanina oder Die Galgenhochzeit del 1922 dove Wegener interpreta il ruolo di un sadico e tirannico governatore per la regia di Arthur von Gerlach.
Nel 1923 Wegener diede vita ad una propria casa di produzione, la Paul Wegener AG con l'ambizioso scopo di produrre e interpretare una pellicola incentrata su uno dei suoi più grandi interessi: il Buddhismo. Con l'intento di interpretare nel film il ruolo del Dalai Lama, Wegener investì una ingente somma di denaro, con la quale affittò l'hangar di uno Zeppelin a Staaken dove ricostruire interamente una città tibetana, disegnata e realizzata dal grande scenografo Hans Poelzig. Nonostante la pellicola venisse effettivamente realizzata, essa non venne mai distribuita o proiettata, lasciando Wegener in una grave situazione finanziaria. La sceneggiatura ed i negativi della pellicola vennero acquistati da un collezionista ma dell'esistenza oggettiva di questo film non esistono prove sostanziali.
Nel 1925 Wegener venne scritturato dal noto regista statunitense Rex Ingram per interpretare la pellicola Il mago dove veste i panni del folle occultista Oliver Haddo e dei suoi piani per dare vita ad una creatura artificiale; il personaggio di Wegener si ispirò a quello del famigerato occultista Aleister Crowley, secondo le volontà dello scrittore William Somerset Maugham, autore della sceneggiatura.
La pellicola non ebbe il successo sperato ma permise tuttavia a Wegener di essere apprezzato come attore e venne chiamato da diversi registi, soprattutto tedeschi, tra i quali Gennaro Righelli per il suo film del 1927 Svengali e Frederic Zelnik per il suo Die Weber dello stesso anno.
Nel 1928 Wegener tornò a vestire i panni di sceneggiatore per la pellicola Ramper der tiermensch scritta a quattro mani insieme a Kurt J. Braun. Nel film Wegener è anche l'attore principale, ed interpreta il ruolo di un aviatore, il capitano Ramper, il quale, perdutosi al Polo Nord, ricade in uno stato semiselvaggio diventando una specie di essere selvaggio. Sempre nello stesso anno interpretò la pellicola di Henrik Galeen Alraune al fianco di Brigitte Helm che avrebbe interpretato lo stesso personaggio nel 1930 in una pellicola successiva diretta da Richard Oswald. La pellicola narra la storia di uno scienziato, il dottor Brinken, che sperimenta l'inseminazione artificiale utilizzando il seme di un impiccato e dà alla vita una donna senza anima, che conduce alla distruzione e alla perdizione chiunque si innamori di lei.
Nel 1932 Wegener fa il suo esordio con il sonoro interpretando la pellicola di Richard Oswald Storie inquietanti (Fünf Geschichten), una serie di episodi ispirati ai racconti di Poe e Stevenson.

### L'avvento del Nazismo e il dopoguerra

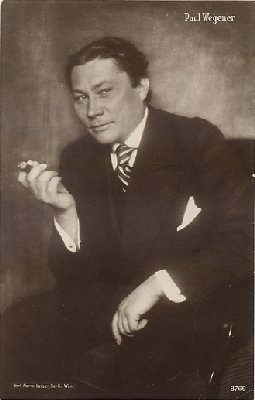
Paul Wegener

Nel 1933, con l'avvento del Nazismo in Germania, l'attività artistica di Wegener subì un forte arresto. Pur essendo pubblicamente non in sintonia con il nuovo regime, recitò in alcuni film di propaganda nazista diretti dal regista Veit Harlan, mentre d'altro canto sosteneva economicamente gruppi di resistenza antinazista.
Durante la battaglia di Berlino salvò una dozzina di donne, nascondendole in casa propria, dallo stupro da parte dei soldati sovietici.
Subito dopo la fine della seconda guerra mondiale, nonostante fosse ormai vecchio e molto malato, Wegener fu uno dei primi a rimboccarsi le maniche per la ricostruzione, divenendo presidente di un'associazione dedita alla distribuzione di beni di prima necessità per la popolazione berlinese. Nel 1947, dopo una grave crisi cardiaca, Wegener fu costretto a recarsi in Svizzera per ricevere delle cure che non gli impedirono di recitare nella sua ultima interpretazione cinematografica del 1948 Der Große Mandarin di Karl-Heinz Stroux.
Mentre recitava in teatro Wegener fu colto da un nuovo attacco cardiaco che lo colse proprio sul palcoscenico, morì due mesi dopo nel sonno il 13 settembre 1948. Dopo un funerale imponente dove venne salutato dall'intera popolazione di Berlino, Wegener fu sepolto nel cimitero cittadino di Heerstrasse, in una tomba sormontata da una statua di Buddha presa dal giardino della sua abitazione.

## Filmografia

### Attore
- Lo studente di Praga (Der Student von Prag), regia di Stellan Rye e Paul Wegener (1913)
- Die Augen des Ole Brandis, regia di Stellan Rye (1913)
- Der Verführte, regia di Max Obal, Stellan Rye e Carl Ludwig Schleich (1913)
- Evinrude, regia di Stellan Rye (1914)
- Der Golem, regia di Henrik Galeen e Paul Wegener (1915)
- Die Rache des Blutes, regia di Emil Albes - cortometraggio (1915)
- Rubezahl's Hochzeit, regia di Rochus Gliese e Paul Wegener (1916)
- Der Yoghi, regia di Paul Wegener (1916)
- Der Golem und die Tänzerin, regia di Rochus Gliese e Paul Wegener (1917)
- Hans Trutz nel paese di cuccagna (Hans Trutz im Schlaraffenland), regia di Paul Wegener (1917)
- Dornröschen, regia di Paul Leni (1917)
- Der Rattenfänger von Hameln, regia di Paul Wegener (1918)
- Der fremde Fürst, regia di Paul Wegener (1918)
- Apokalypse, regia di Rochus Gliese - cortometraggio (1918)
- Madame Dubarry (Madame Dubarry), regia di Ernst Lubitsch (1919)
- Der Galeerensträfling, regia di Rochus Gliese e Paul Wegener (1919)
- Nachtgestalten, regia di Richard Oswald (1920)
- Sumurun, regia di Ernst Lubitsch (1920)
- Il Golem - Come venne al mondo (Der Golem, wie er in die Welt kam), regia di Carl Boese e Paul Wegener (1920)
- Steuermann Holk, regia di Rochus Gliese e Ludwig Wolff (1920)
- Der verlorene Schatten, regia di Rochus Gliese (1921)
- Die Geliebte Roswolskys, regia di Felix Basch (1921)
- Theonis, la donna dei faraoni (Das Weib des Pharao), regia di Ernst Lubitsch (1922)
- Vanina Vanini (Vanina oder Die Galgenhochzeit), regia di Arthur von Gerlach (1922)
- Lucrezia Borgia, regia di Richard Oswald (1922)
- Sterbende Völker - 1. Heimat in Not
- Herzog Ferrantes Ende, regia di Paul Wegener e (non accreditato) Rochus Gliese (1922)
- Sterbende Völker - 2. Brennendes Meer
- Monna Vanna, regia di Richard Eichberg (1922)
- Das Liebesnest 1, regia di Rudolf Walther-Fein (1922)
- Der Schatz der Gesine Jakobsen, regia di Rudolf Walther-Fein (1923)
- S.O.S. Die Insel der Tränen, regia di Lothar Mendes (1923)
- Lebende Buddhas, regia di Paul Wegener (1925)
- Der Mann aus dem Jenseits, regia di Manfred Noa (1926)
- Il mago (The Magician), regia di Rex Ingram (1926)
- Dagfin, regia di Joe May (1926)
- Die Weber, regia di Frederic Zelnik (1927)
- Glanz und Elend der Kurtisanen, regia di Manfred Noa (1927)
- Arme kleine Sif, regia di Arthur Bergen (1927)
- Il dominio delle tenebre (Svengali), regia di Gennaro Righelli (1927)
- Ramper, der Tiermensch, regia di Max Reichmann (1928)
- Die Welt ohne Waffen, regia di Gernot Bock-Stieber (1928)
- Alraune, regia di Henrik Galeen (1928)
- Fundvogel, regia di Wolfgang Hoffmann-Harnisch (1930)
- Un affare misterioso (Unheimliche Geschichten), regia di Richard Oswald (1931)
- Il mistero di Giovanni Orth (Das Geheimnis um Johann Orth), regia di Willi Wolff (1932)
- Marschall Vorwärts, regia di Heinz Paul (1932)
- Uno dei tanti (Hans Westmar), regia di Franz Wenzler (1933)
- Inge und die Millionen, regia di Erich Engel (1933)
- All'armi (Ein Mann will nach Deutschland), regia di Paul Wegener (1934)
- Il re dei commedianti (...nur ein Komödiant), regia di Erich Engel (1935)
- Der Mann mit der Pranke, regia di Rudolf van der Noss (1935)
- Stärker als die Liebe, regia di Joe Stöckel (1938)
- Spie all'equatore (In geheimer Mission), regia di Jürgen von Alten (1938)
- L'accusato di Norimberga (Das unsterbliche Herz), regia di Veit Harlan (1939)
- Diritto all'amore (Das Recht auf Liebe), regia di Joe Stöckel (1939)
- Un dramma nel bosco (Zwielicht), regia di Rudolf van der Noss (1940)
- Das Mädchen von Fanö, regia di Hans Schweikart (1941)
- La mia vita per l'Irlanda (Mein Leben für Irland), regia di Max W. Kimmich (1941)
- Il grande re (Der große König), regia di Veit Harlan (1942)
- Alba d'amore (Hochzeit auf Bärenhog), regia di Carl Froelich (1942)
- Diesel, regia di Gerhard Lamprecht (1942)
- Campo di lino (Wenn die Sonne wieder scheint), regia di Boleslaw Barlog (1943)
- Seinerzeit zu meiner Zeit, regia di Boleslaw Barlog (1944)
- Tierarzt Dr. Vlimmen, regia di Boleslaw Barlog (1944)
- La cittadella degli eroi (Kolberg), regia di Veit Harlan e (non accreditato) Wolfgang Liebeneiner (1945)
- Shiva und die Galgenblume, regia di Hans Steinhoff (1945)
- Dr. phil. Doederlein, regia di Werner Klingler (1945)
- Der Fall Molander, regia di Georg Wilhelm Pabst (1945)
- Der Große Mandarin, regia di Karl-Heinz Stroux (1949)
- Augen der Liebe, regia di Alfred Braun (1951)

### Regista
- Lo studente di Praga (Der Student von Prag), co-regia di Stellan Rye (1913)
- Der Golem, co-regia di Henrik Galeen (1915)
- Rubezahl's Hochzeit, co-regia di Rochus Gliese (1916)
- Der Yoghi (1916)
- Hans Trutz nel paese di cuccagna (Hans Trutz im Schlaraffenland) (1917)
- Der Golem und die Tänzerin, co-regia di Rochus Gliese (1917)
- Der Rattenfänger von Hameln (1918)
- Der Fremde Fürst (1918)
- Der Galeerensträfling, co-regia di Rochus Gliese (1919)
- Il Golem - Come venne al mondo (Der Golem, wie er in die Welt kam), co-regia di Carl Boese (1920)
- Herzog Ferrantes Ende, co-regia (non accreditato) Rochus Gliese (1922)
- Lebende Buddhas (1925)
- Die Freundin eines großen Mannes
- All'armi
- August der Starke, co-regia di (non accreditato) Stanislaw Wasylewski (1936)
- Die Stunde der Versuchung
- Mosca Shanghai (Der Weg nach Shanghai) (1936)
- Krach und Glück um Künnemann
- Unter Ausschluß der Öffentlichkeit

### Film o documentari dove appare Paul Wegener
- Rund um die Liebe, regia di Oskar Kalbus - filmati di repertorio (1929)